# 茵夢湖島
茵夢湖島是愛爾蘭詩人威廉·巴特勒·葉芝（1865-1939）於1890年發表的一首抒情詩作，作品用樸實的語言和生動的意像變成對田園自由生活的喜愛。葉芝，1923年 諾貝爾文學獎得主。